# USS Mount Hood (AE-11)
«Маунт Худ» (англ. USS Mount Hood (AE-11)) — головной корабль из своего класса транспортов боеприпасов для ВМС США во время Второй мировой войны.

## История
Являлся первым кораблём, названным в честь Маунт-Худ, вулкана в Каскадных горах на территории Орегона. Спущен на воду в 1943.

## Взрыв
10 ноября 1944, вскоре после того, как 18 человек отправились в увольнение на берег, остальная часть экипажа погибла в результате взрыва корабля в гавани Зееадлер на острове Манус в Папуа — Новой Гвинее. Корабль был уничтожен, а также потопил или серьёзно повредил 22 находившихся поблизости меньших корабля.